# Guimaras
Koordinaten: 10° 34′ N, 122° 35′ O
Guimaras ist eine philippinische Inselprovinz innerhalb der Inselgruppe der Visayas.
Die Einwohnerzahl der Provinz beträgt 174.613 (Zensus 1. August 2015) Menschen, die auf einer Fläche von 604,6 km² leben. Hauptstadt ist Jordan und liegt im Nordwesten der Insel.
Die Provinz umfasst neben der Hauptinsel Guimaras eine Reihe kleinerer Inseln im Südosten: die größte ist Inampulugan, weitere sind Panobolon, Guiwanon, Natunga und Nadolao. Guimaras gehörte früher zur benachbarten Provinz Iloilo und wurde am 22. Mai 1992 zu einer eigenständigen Provinz erhoben. In den Gewässern der Provinz liegt der Taklong Island National Marine Reserve, er wurde 1990 gegründet und liegt im Gebiet der Gemeinde Nueva Valencia.
Die Inseln der Provinz liegen im Süden der Guimaras-Straße zwischen den großen philippinischen Inseln Panay im Norden und Negros im Osten, südlich liegt der Golf von Panay.
Die Provinz besteht aus 5 Stadtgemeinden:
- Jordan im Nordwesten
- Buenavista im Norden
- Nueva Valencia im Südwesten
- San Lorenzo im Osten
- Sibunag im Südosten

## Siehe auch

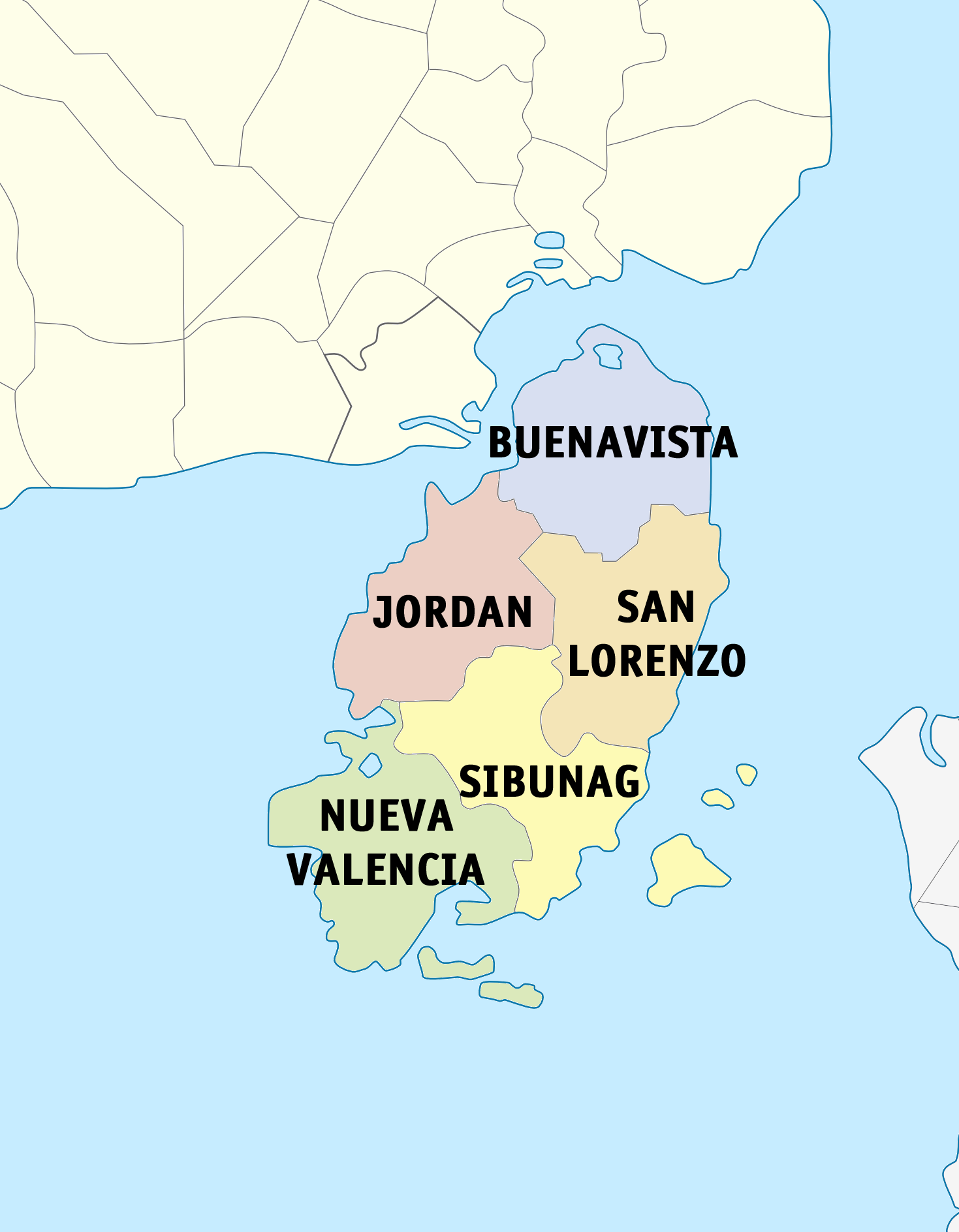
Karte mit Gliederung von Guimeras